# زیبایی ریاضی

یک نمونه از «زیبایی در روش»، اثبات درستی قضیهٔ فیثاغورس به روش شکلی، این روش در عین سادگی بسیار هوشمندانه است.

بیشتر ریاضی‌دانان زمینهٔ مطالعاتی شان و در حالت عمومی تر کل ریاضی را همراه با لذت و زیبایی می‌دانند برای همین برای توصیف ریاضیات (یا حداقل برخی بخش‌های آن) از صفت زیبا استفاده می‌کنند. برخی ریاضی را به هنر تشبیه می‌کنند و بعضی دیگر آن را یک فعالیت خلاقانه می‌دانند. اما در بیشتر موارد ریاضی را با شعر و موسیقی مقایسه می‌کنند. برتراند راسل احساس خود پیرامون زیبایی ریاضی را چنین بیان کرد:
ریاضیات، در جایگاه واقعی خود نه تنها حقیقت را حکایت می‌کند بلکه در منتها الیه زیبایی است - یک زیبایی سرد و تلخ مانند آنچه که در یک تندیس می‌بینیم بدون هیچگونه نشانه‌ای از طبیعت ضعیف تر ما، بدون زیبایی‌های فریبندهٔ نقاشی و موسیقی و همچنان در انتهای خلوص و توانایی در نمایش کمال، چیزی که تنها بالاترین هنر قادر به نمایش آن است. ذات حقیقی سرخوشی و غرور. احساس شکستن محدودیت‌های یک انسان معمولی و بالاتر رفتن، و این چیزی است که نشانهٔ اوج برتری است و تنها در ریاضی و شعر می‌توان آن را جستجو کرد.
پل اردوش احساسش دربارهٔ غیرقابل وصف بودن ریاضیات را چنین بیان کرد: «اعداد برای چه زیبا هستند؟ مانند این است که بپرسیم چرا سمفونی ۹ بتهوون زیبا است. اگر دلیل آن را نمی‌دانید کسی هم نمی‌تواند آن را به شما بگوید. من می‌دانم که اعداد زیبایند. اگر آن‌ها زیبا نباشند پس هیچ چیز زیبا نیست.»

## زیبایی در روش
ریاضی‌دانان برای وصف یک روش خوب و زیرکانهٔ اثبات از عبارت ظریف (به انگلیسی: elegant) استفاده می‌کنند. بسته به زمینهٔ مورد بحث این عبارت معانی مختلف خواهد داشت:
- یک روش اثبات که تا جایی که ممکن است از کمترین فرض‌های اضافی یا نتایج قضیه‌های قبلی استفاده می‌کند.
- یک روش اثبات که برخلاف دیگر روش‌ها بسیار کوتاه است.
- یک روش اثبات که به گونهٔ شگفت‌آوری به نتیجه می‌رسد (برای نمونه نظریه‌هایی را به کار می‌برد که در ظاهر هیچ ارتباطی با موضوع ندارند)
- یک روش اثبات که برپایهٔ بینشی نو و بکر استوار است.
- یک روش اثبات که می‌توان به آسانی از آن حالت کلی تر را نتیجه گرفت و برای حل مجموعه‌ای از مسئله‌های مشابه آن را به کار برد.

ریاضی‌دانان معمولاً در جستجوی راه حل‌های ظریف و زیرکانه‌اند برای همین برای اثبات یک مطلب همیشه راه‌های گوناگون و مستقل را امتحان می‌کنند - اولین راه حلی که به دست می‌آید معمولاً بهترین آن نیست. برای نمونه قضیهٔ فیثاغورس قضیه‌ای است که نسبت به دیگر قضیه‌ها، بیشترین تعداد اثبات برای آن معرفی شده‌است و صدها مورد از آن‌ها منتشر شده‌است. قضیهٔ دیگری که اثبات‌های زیادی برای آن معرفی شده‌است، قضیهٔ روابط متقابل درجه دوم است کارل فریدریش گاوس به تنهایی هشت اثبات مختلف برای آن ارائه کرده‌است.
درمقابل نتایجی که از دید منطق درست به نظر می‌آیند، ولی درگیر رابطه‌های ریاضی پرزحمتند، یا روش‌های که جزئیات سنگین در آن‌ها وجود دارد، یا رویکردهای خیلی معمولی یا رویکردهایی که برپایهٔ تعداد زیادی از اصل‌ها یا نتایج قضایای قبلی بنا شده‌اند، هیچ‌یک از این روش‌های اثبات ظریف و زیرکانه به‌شمار نمی‌روند و احتمالاً بر آن‌ها نام زشت (به انگلیسی: ugly) یا زُمخت (به انگلیسی: clumsy) گذاشته می‌شود.

## زیبایی در نتایج

با شروع از e^{0} = ۱ و حرکت با سرعت i به مدت π و بعد اضافه کردن ۱، به مبدأ می‌رسیم.

برخی ریاضی‌دانان (Rota سال ۱۹۷۷، ص ۱۷۳) بر این باورند که نتیجه‌هایی در ریاضی را می‌توان زیبا خواند که دو حوزهٔ متفاوت و به ظاهر کاملاً بی ارتباط در ریاضی را به هم مربوط می‌کنند. این نتیجه‌ها اغلب با عنوان عمیق (به انگلیسی: deep) توصیف می‌شوند.
اغلب بسیار مشکل می‌توان همه جهان ریاضی را دربارهٔ عمیق بودن یک نتیجه هم نظر یافت. در ادامه چند نمونه از این نتیجه‌ها آورده شده‌است. نخستین مورد تساوی اویلر است:
{\displaystyle \displaystyle e^{i\pi }+1=0\,.}
فیزیکدان بزرگ ریچارد فاینمن این نتیجه را برجسته‌ترین رابطهٔ ریاضی (the most remarkable formula in mathematics) نامید.
نمونه‌های معاصر از این گونه نتیجه‌ها، عبارتند از modularity theorem که میان خم‌های بیضی-گون و فرم‌های modular رابطهٔ مهمی برقرار می‌کند (تلاش در این زمینه باعث شد تا اندرو وایلز و رابرت لانگلندز به جایزهٔ ولف دستیاب‌اند) و monstrous moonshine که میان Monster group و modular functions بوسیلهٔ نظریهٔ ریسمان رابطه برقرار کرد. ریچارد بورچردز برای این کار جایزهٔ فیلدز را دریافت کرد.
درمقابل عمیق (deep) می‌توان از صفت بدیهی (trivial) استفاده کرد. یک قضیهٔ بدیهی را می‌توان به آسانی و در نگاه نخست از نتایج قضیه‌های قبلی بدست آورد. یا قضیه‌ای است که تنها در بعضی حالات خاص درست است. گاهی ممکن است یک عبارت از یک قضیه به اندازهٔ کافی بکر باشد که بتوانیم آن را عمیق در نظر بگیریم اما اثباتی که برای آن پیدا می‌شود کاملاً آشکار است.
گادفری هارولد هاردی در کتاب عذرخواهی یک ریاضی‌دان (A Mathematician's Apology) پیشنهاد می‌دهد که یک نتیجه یا اثبات زیبا، دارای سه ویژگی «گریزناپذیری» (inevitability)، «غیرمنتظره بودن» (unexpectedness) و «کوتاه بودن» (economy) است.
اما روتا، با شرط غیرمنتظره بودن به عنوان یکی از نشانه‌های زیبایی موافق نیست و برای آن یک نمونه می‌آورد:
بسیاری از قضیه‌های ریاضی هنگامی که برای اولین بار معرفی شدند به نظر غیرمنتظره و شگفت‌انگیز می‌آمدند: بنابراین برای نمونه بیست - سی سال پیش (از سال ۱۹۷۷) اثبات وجود ساختار نامساوی‌های دیفرانسیلی در کره‌های با ابعاد بالا به نظر شگفت‌انگیز می‌آمد اما هرگز هیچ‌کس، آن را یک حقیقت زیبا نخواند.
موناستریسکی (Monastyrsky) می‌نویسد:
بسیار سخت است تا ابتکاری مانند آنچه میلنور انجام داد پیدا کنیم. بنای زیبا از ساختارهای دیفرانسیلی متفاوت بر روی یک کرهٔ هفت بعدی. برهان ابتدایی میلنور خیلی ویژه به نظر نمی‌آمد ولی بعدها بریسکورن (E. Briscorn) نشان داد که این ساختارهای دیفرانسیلی را می‌توان به شیوه‌ای بسیار زیبا توصیف کرد.
این اختلاف‌ها نظرها نشان می‌دهد که زیبایی در طبیعت ریاضی یک مفهوم انتزاعی است و اینکه این زیبایی با نتایج ریاضیاتی در ارتباط است: که در این مورد نه تنها کره‌های عجیب و غیرمعمول دیده می‌شود بلکه نتیجه‌گیری‌های ویژه‌ای هم از آن‌ها بدست می‌آید.

## زیبایی در تجربه

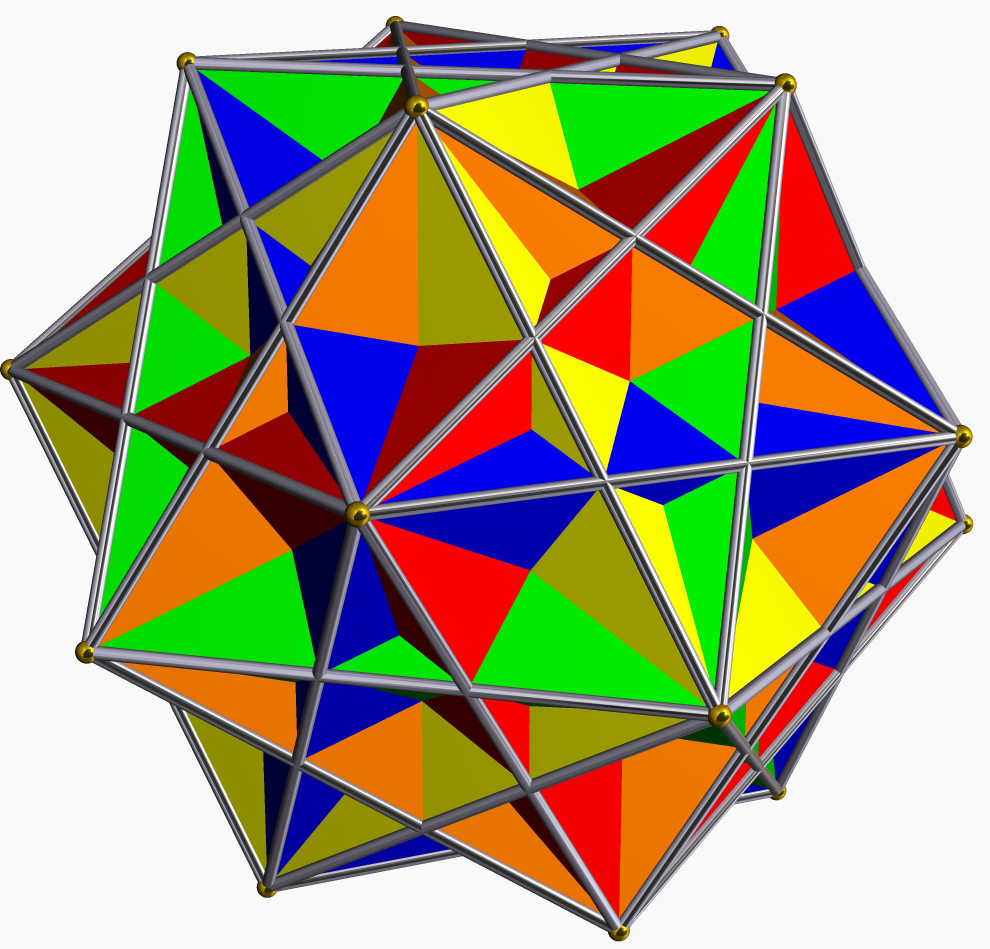
«سردی و سختی» ویژه‌ای در ترکیب پنج مکعب

مفروش سازی بی‌انتها، ساختهٔ موریس اِشر.

چندوجهی و ساختار ناشدنی در «آبشارِ» موریس اِشر

لازم است تا کمی لذت بازی با اعداد و نمادها در بخش‌های مختلف ریاضی وارد شود. کاربرد ریاضی در علم و مهندسی چنان است که گویی هرجایی که از فن-آوری استفاده شده، انگار به صورت خودجوش به ترویج زیبایی ریاضی نیز پرداخته شده‌است. که اگر هیچ جایی چنین نباشد در بحث فلسفهٔ علم یقیناً چنین است.
بالاترین تجربهٔ زیبایی ریاضی برای بیشتر ریاضی‌دانان هنگامی است که به صورت فعال در ریاضیات درگیرند. هرگاه رویکردی منفعل به ریاضی داشته باشیم، لذت و جذابیت آن را از دست می‌دهیم یا به دشواری آن را حس خواهیم کرد. - در ریاضیات هیچ جایگاهی برای بیننده یا تماشاچی یا شنوندهٔ صرف بودن نیست. اشاره به سختی زیبایی ریاضی، برتراند راسل.

## زیبایی و فلسفه
برخی ریاضی‌دانان بر این باورند که کار با ریاضی بیشتر به کشف کردن شبیه‌است تا ایجاد کردن. برای نمونه، ویلیام کینگدان کلیفورد در سخنرانیی با موضوع «بعضی شرط‌های پیشرفت ذهن» (Some of the conditions of mental development) که در مؤسسهٔ سلطنتی برگزار شد چنین گفت:
هیچ کاشف علمی، شاعر، نقاش، موسیقی‌دانان و کلا هر کسی که چیزی را آماده شده جلوی خود می‌یابد، اعم از یک کشف، شعر یا نقاشی، چنین کسی وجود ندارد - که بتواند چیزی را آگاهانه و تنها برگرفته از درون خود ایجاد کرده باشد بلکه هرچه هست همگی برگرفته از دنیای بیرون است.
این ریاضی‌دانان معتقدند که نتایج دقیق و همراه با ریزه‌کاری‌های ریاضی، می‌تواند منطقا درست باشد، بدون اینکه هیچ گونه وابستگی به دنیای بیرونی که در آن زندگی می‌کنیم. برای نمونه آن بر سر این بحث می‌کنند که نظریهٔ اعداد طبیعی از پایه درست است چون هیچ نیازی به بستر یا شرایط ویژه ندارد. برخی ریاضی‌دان‌ها پا را از این نیز فراتر می‌نهند و می‌گویند که زیبایی ریاضی یک زیبایی حقیقی است و می‌توان گفت نوعی عرفان است.
فیثاغورس (و تمامی مدرسهٔ فلسفه اش، مکتب فیثاغوری) بر این باور بود که اعداد (اعداد گویا) دارای حقیقتی اصیل اند، برای همین کشف اعداد گنگ ضربهٔ (روحی) بزرگی به این گروه وارد کرد. از دید آن‌ها وجود چیزی که نتوان آن را به صورت نسبت دو عدد بیان کرد نشان دهندهٔ وجود یک خدشه در طبیعت است. از دیدگاه امروزی، برخورد رازگونهٔ فیثاغورس با اعداد بیشتر شبیه رفتار یک عالم علم الاعداد بود تا ریاضی‌دان. به نظر می‌رسد، آنچه که فیثاغورسیان در جهان‌بینی خود بدان بی‌توجه بودند، حد یک دنبالهٔ نامتناهی از کسرهای گویا بود- چیزی که امروزه آن را عدد حقیقی می‌نامیم.
در فلسفهٔ افلاطون دو جهان وجود داشت، جهان فیزیکی که در آن زندگی می‌کنیم و دیگری جهان معنا یا انتزاعی که حقیقت‌های تغییرناپذیر مانند ریاضی، را در خود جای داده‌است. او معتقد بود که دنیای فیزیکی تنها بازتابی از جهانی کاملتر و غیرمادی است.
گفته می‌شود که گالیلئو گالیله دربارهٔ ریاضی چنین گفته‌است: «ریاضی زبانی است که خدا بوسیلهٔ آن جهان را نوشته‌است.»
پل اردوش، ریاضیدان مجارستانی با آنکه که خود یک بی‌خدا بود از یک کتاب موهومی حرف می‌زند که خدا زیباترین برهان‌های ریاضی را در آن نوشته‌است. هنگامی که اردوش می‌خواست مراتب تحسین خود نسبت به یک برهان را ابراز کند، آشکارا گفت که «این برهان برآمده از همان کتاب است.» این دیدگاه نشان می‌دهد که ریاضیات به عنوان حقیقتی به ذات خود استوار که قوانین گیتی بر آن بنا شده‌است، همانی است که ادیان زیر عنوان «خدا» شخصی کرده‌اند.
در قرن بیستم میلادی، فیلسوف فرانسوی، آلن بدیو ادعا می‌کند که هستی‌شناسی همان ریاضیات است. وی همچنین به ارتباط عمیق میان ریاضیات، شعر و فلسفه معتقد بود.

## زیبایی و نظریهٔ اطلاعات ریاضی
در دههٔ ۱۹۷۰، آبراهام مولز و فریدر نیک تلاش کردند تا به بررسی رابطهٔ میان زیبایی، پردازش اطلاعات و نظریهٔ اطلاعات بپردازند. در دههٔ ۱۹۹۰، یورگن اشمیت‌هوبر یک نظریهٔ ریاضی پیرامون «زیبایی‌های انتزاعی وابسته به مشاهده‌گر» را تدوین و فرمول‌بندی کرد. این نظریه بر اساس نظریهٔ الگوریتمی اطلاعات بود و در آن گفته شده بود که: زیباترین چیزها در میان چیزهایی که فقط از نظر انتزاعی قابل مقایسه‌اند، آن‌هایی هستند که الگوریتم‌های توصیفی کوتاهی در رابطه با آنچه مشاهده‌گر، خود می‌داند، دارند. اشمیت‌هوبر، به صراحت میان زیبایی و جذابیت تفاوت قائل شد.